# Anthophora zanoni
Anthophora zanoni là một loài Hymenoptera trong họ Apidae. Loài này được Gribodo mô tả khoa học năm 1924.